# Songthela goulouensis
Espèce
Synonymes
- Heptathela goulouensis Yin, 2001

Songthela goulouensis est une espèce d'araignées mésothèles de la famille des Liphistiidae.

## Distribution
Cette espèce est endémique du Hunan en Chine,. Elle se rencontre dans la préfecture de Hengyang.

## Description

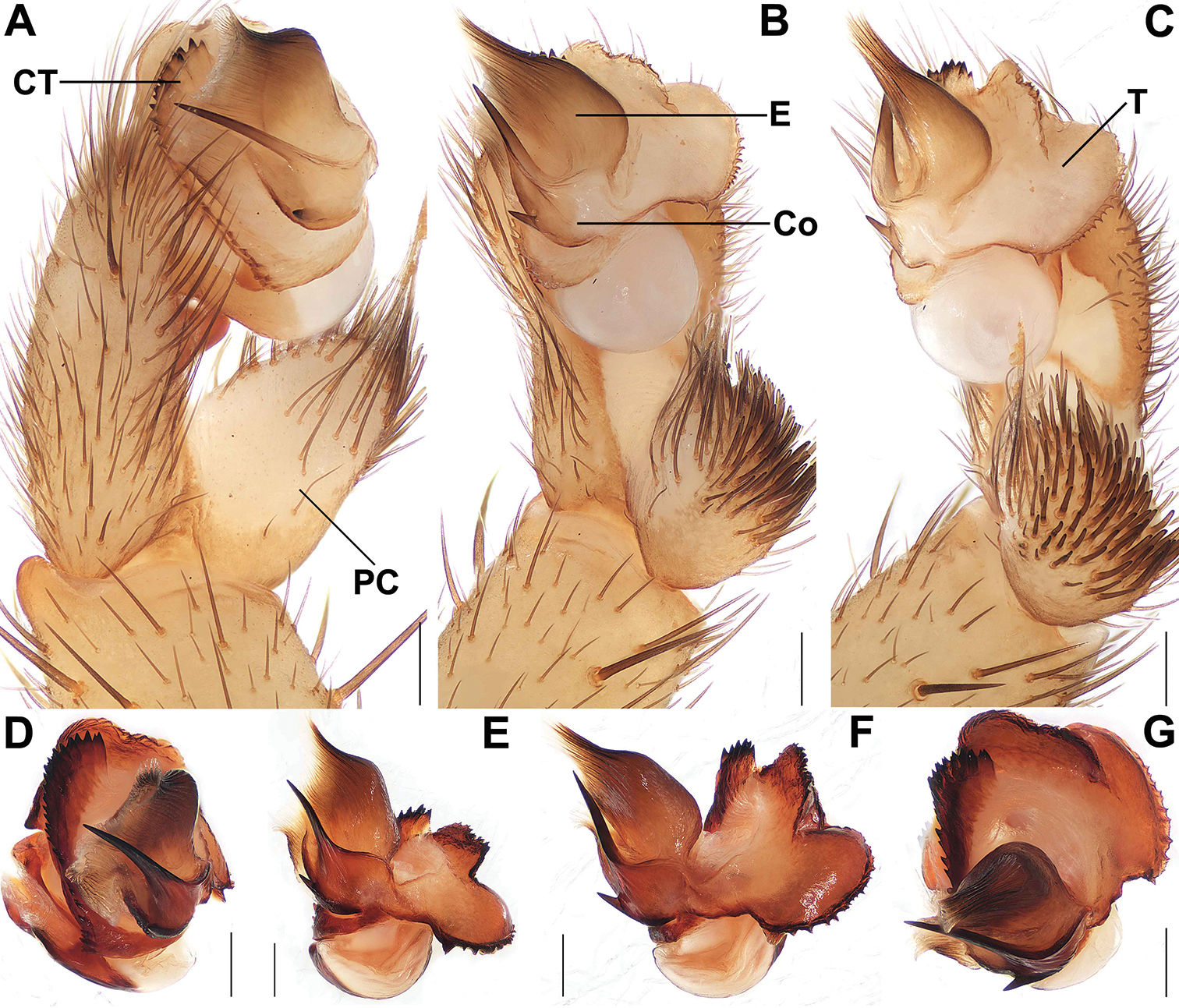
Anatomie génitale ♂ de Songthela goulouensis

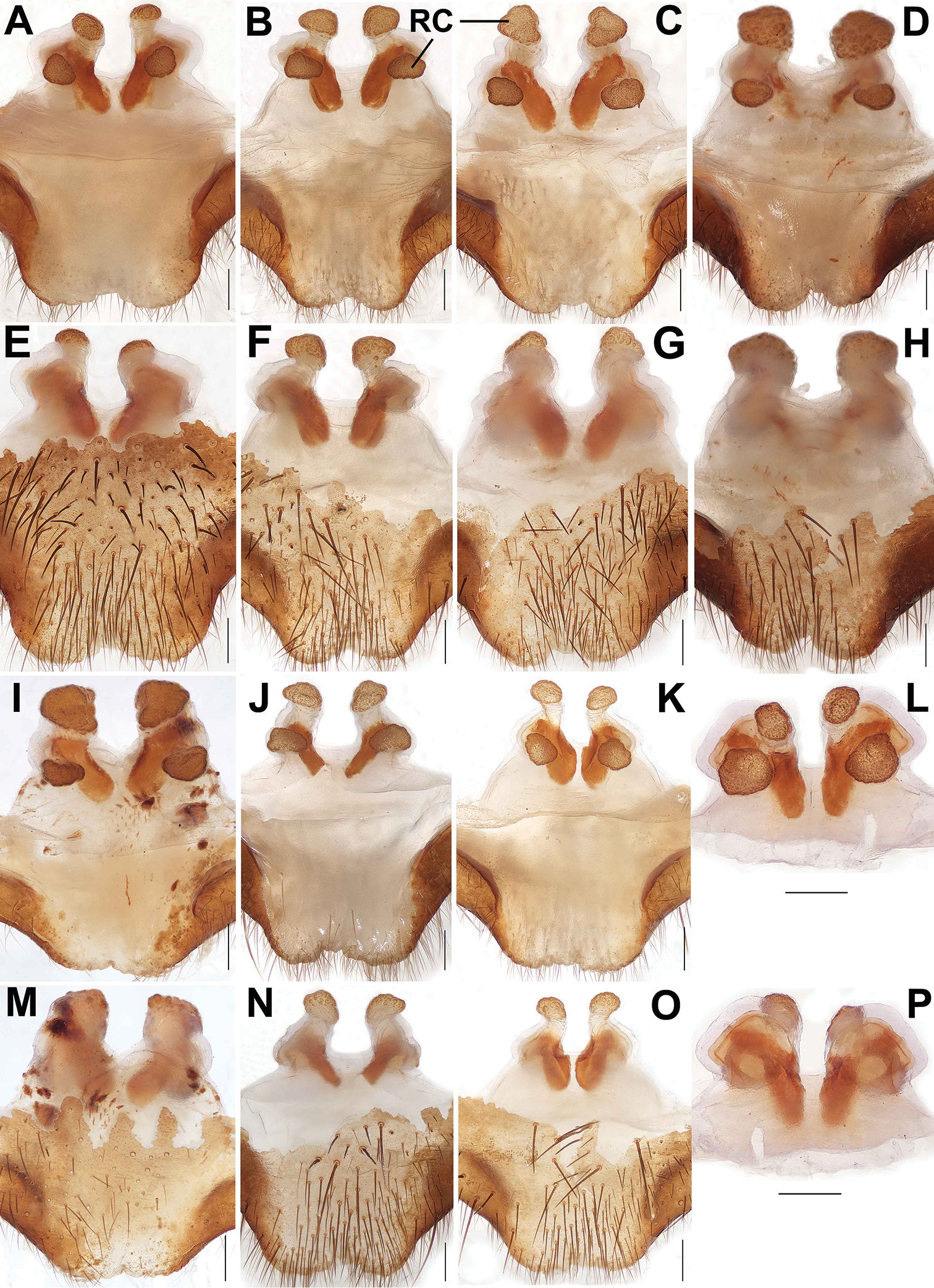
Anatomie génitale ♀ de Songthela goulouensis

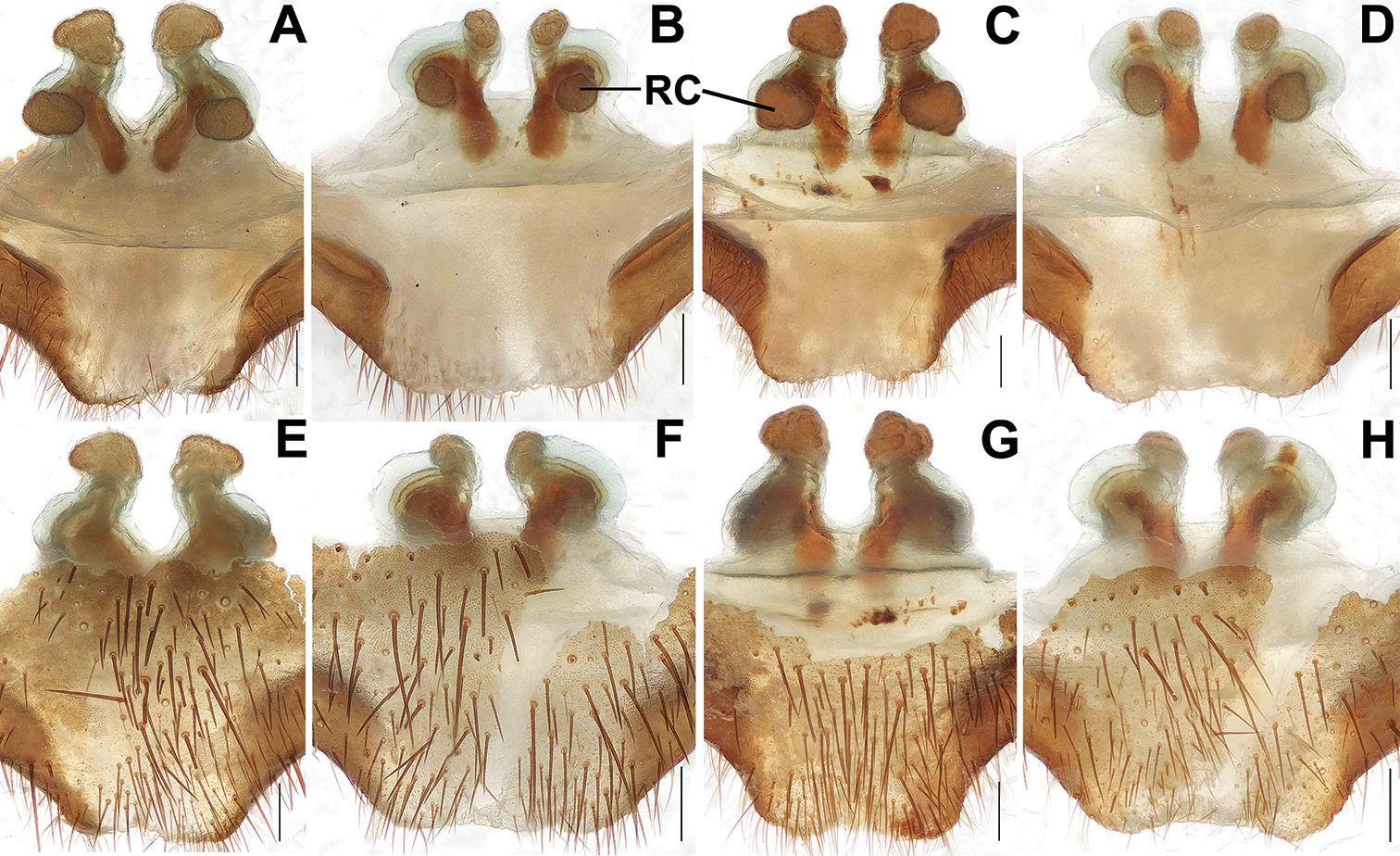
Anatomie génitale ♀ de Songthela goulouensis

La femelle holotype mesure 13,10 mm.
Le mâle décrit par Li, Liu, Li et Xu en 2020 mesure 9,67 mm et la femelle 12,30 mm, les mâles mesurent de 9,67 à 9,82 mm et les femelles de 10,77 à 14,39 mm.

## Systématique et taxinomie
Cette espèce a été décrite sous le protonyme Heptathela goulouensis par Yin en 2001. Elle est placée dans le genre Songthela par Xu, Liu, Chen, Ono, Li et Kuntner en 2015.

## Étymologie
Son nom d'espèce, composé de goulouensis et du suffixe latin -ensis, « qui vit dans, qui habite », lui a été donné en référence au lieu de sa découverte, le mont Goulou.

## Publication originale
- Yin, 2001 : « A new species of the genus Heptathela and its variant type from China (Araneae: Liphistiidae). » Acta Zootaxonomica Sinica, vol. 26, no 3, p. 297-300.